# Позняк, Ян Александрович
Я́нка Позня́к, Ян Алекса́ндрович Позня́к (19 февраля 1887 (по другим известиям в 1895), мест. Субботники Ошмянского уезда Виленской губернии, Российская империя, ныне Ивьевский район Гродненской области — после октября 1939, возможно Минск; Псевдонимы: Янка Дудар; Той Самы; Сялянец; Криптонимы: Я. Д.; Д-р; Я.Д-р; Я. П.; я.п.; Яп.; П-к; п-к; Я.П-к; Рэд. «Б.Кр.») — белорусский общественно-культурный деятель, издатель, публицист, политик. Дед З. С. Позняка.

## Биография
Родился в крестьянской семье белорусов-католиков: родители — Александр и Анна (в девичестве Тучковская) Позняки. Получил общее среднее и музыкальное образование. Рано присоединился к белорусскому движению. В 1909—1912 годах принимал участие в работе белорусских христианско-просветительских кружков. В 1913—1915 годах в Вильно вместе с А. Бычковским, Ядвигиным Ш., Б. Почопкой и др. издавал католическую газету «Biełarus» (рус. Белорус). В 1918—1920 годах Я. Позняк служил органистом в костёле в Лаваришках около Вильно, затём в костёле Святых Иоаннов в Вильно. Член Христианско-демократического союза (бел. Хрысціянска-дэмакратычная злучнасць) с момента его основания в мае 1917 года в Петрограде.

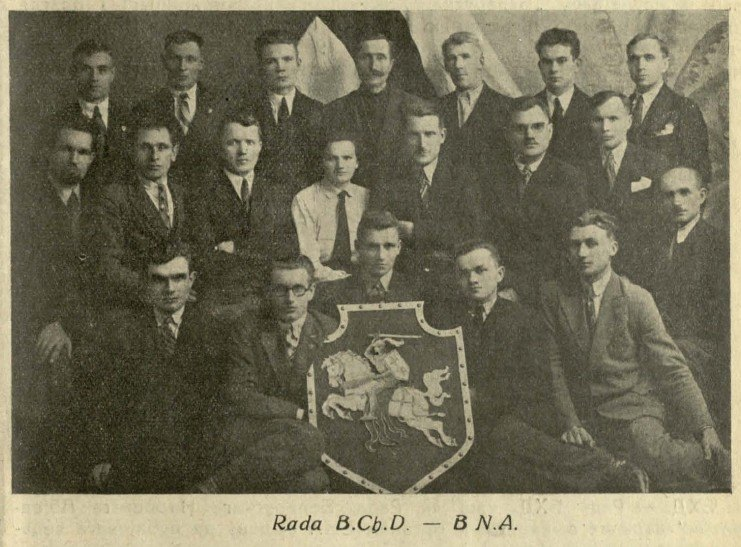
Рада Белорусской христианской демократии, Вильно, январь 1936 года. Ян Позняк во втором ряду, второй справа.

Активно участвовал в белорусском христианско-демократическом движении, особенно после перемещения в 1921 году его центра в Вильно. В 1928—1936 годах редактировал газету «Biełaruskaja krynica» (рус. Белорусский источник). С 1928 года был секретарём Президиума ЦК Белорусской христианской демократии, с 1936 года — председателем Президиума Белорусского народного объединения. Организовывал на селе белорусские художественные коллективы, белорусские школы. С начала 1930-х годов — председатель Виленского Белорусского национального комитета.
В 1936 году газета «Biełaruskaja krynica» 11 раз конфисковывалась польскими властями, на редактора было заведено более 30 судебных дел. На Я. Позняка были наложены денежные штрафы, он был арестован и провёл в заключении несколько месяцев. В 1937 году «Biełaruskaja krynica» была закрыта польскими властями. С 1939 года — редактор журнала «Хрысьціянская думка» (рус. Христианская мысль) в Вильно.
В сентябре-октябре 1939 года арестован НКВД и вывезен из Вильно. По одной из версий до июня 1941 года содержался в тюрьме в Старой Вилейке, что недалеко от Молодечно. Обстоятельства и дата гибели неизвестны.
В некоторых публикациях, наряду с другими невероятными известиями, встречается утверждение, что Я. Позняк был редактором издававшейся в Берлине при участии германских властей белорусской газеты «Раніца» (рус. «Утро»). Однако, это утверждение не соответствует действительности, первый номер газеты вышел в Берлине 3 декабря 1939 г., то есть уже после ареста Я. Позняка в Вильно.

## Творчество
Издавался с 1920 года, активно печатался в газете «Krynica» (позднее «Biełaruskaja krynica»; рус. Источник, Белорусский источник). Автор многочисленных статей о политической, религиозной, культурной жизни Западной Белоруссии, о событиях в мире. Писал стихи, рассказы.